# Sebastião Belmino
Sebastião Belmino Barbosa Evangelista (Fortaleza, 2 de fevereiro de 1948 — Fortaleza, 6 de julho de 2024) foi um apresentador e diretor de televisão brasileiro que dedicou quase seis décadas de sua carreira ao veículo com passagens em emissoras da cidade de Fortaleza.

## Biografia
Um dos quatro filhos de Hilda Barbosa Evangelista e Raimundo Belmino Evangelista, Sebastião Belmino nasceu na capital cearense Fortaleza em 2 de fevereiro de 1948. Cursou o antigo primeiro grau no Colégio Christus e o segundo grau no Colégio Joaquim Antônio Albano, e formou-se em Educação Física pela Universidade de Fortaleza.
Aos quinze anos Belmino foi chamado por seu irmão Marcos, que era contrarregra na TV Ceará, para realizar o mesmo trabalho na emissora, onde foi contratado em 1965 como assistente de estúdio; num breve momento também chegou a prestar serviços à TV Tupi do Rio de Janeiro. Em 1970 foi convidado a atuar na recém-inaugurada TV Verdes Mares como diretor de televisão, e no fim dos anos 1970 tornou-se o diretor de programação da TV Educativa, ficando responsável por criar atrações como Ceará Caboclo e Terral; foi num dos programas por ele concebidos, o esportivo Na Boca do Túnel, que assumiu como apresentador pela primeira vez.
Posteriormente Belmino foi chamado para trabalhar na TV Manchete Fortaleza, onde apresentou a edição local do programa Manchete Esportiva, pelo qual, devido à cobertura que priorizava os esportes no Ceará, recebeu da Câmara Municipal de Fortaleza a Medalha do Mérito Desportivo Municipal Ayrton Senna em 1998. Também durante os anos 1990 comandou uma atração na Cidade AM. No início dos anos 2000 foi para a TV Diário, apresentando o esportivo A Grande Jogada até 2017 e o programa de entrevistas Belmino Entre Amigos entre 2005 e 2009. Em 2019 integrou brevemente a equipe esportiva da Jovem Pan News Fortaleza, e entre 2020 e 2021 comandou o Resenha do Bel, na TV Terra do Sol.
Para além da televisão, em 2006 Belmino participou da eleição para presidente da Associação Profissional dos Cronistas Desportivos do Estado do Ceará com o radialista Aderson Maia na chapa. Em 2020 candidatou-se a uma vaga de vereador de Fortaleza pelo partido Solidariedade; recebeu 1 372 votos e não foi eleito.
Belmino morreu em 6 de julho de 2024, após sentir-se mal em sua casa, aos 76 anos.